# Ignacio Kliche
Ignacio Kliche tên khai sinh là Ignacio Kliche Longardi là người chiến thắng trong cuộc thi Mister World năm 2000. Trước khi đến với Mister World, Ignacio đã chiến thắng trong cuộc thi Mister Uruguay và đại diện cho đất nước mình đến Edinburgh, Scotland đế tham dự cuộc thi Mister World lần thứ 3. Hiện nay Ignacio đang là thành viên của một ban nhạc, một ca sĩ, và một vận động viên.

### Các thành tích
- Marcello Barkowski-Đức - Vị trí thứ 1
- Dante Spencer-Hoa Kỳ- Vị trí thứ 2
- Neil Paris Dames-Bahamas- Vị trí thứ 3
- Lav Stipic-Croatia- Vị trí thứ 4